# Ле-Трепор
Ле-Трепор (фр. Le Tréport) — город на севере Франции, регион Нормандия, департамент Приморская Сена, округ Дьеп, кантон Э. Расположен в 35 км к востоку от Дьепа на побережье Ла-Манша, в месте впадения в него реки Брель. На правом берегу реки Брель находится железнодорожная станция Ле-Трепор-Мер линии Эпине-Вильтанёз―Трепор-Мер.
Население (2018) — 4 723 человека.

## История
С середины XIX века, времени правления короля Луи-Филиппа, Ле-Трепор приобрел популярность как морской курорт. Многие зажиточные парижане построили здесь себе виллы, большинство из которых были разрушены во время Второй мировой войны. 
После войны город был заново отстроен, в том числе возведены отели вдоль морского побережья и открыто казино.

## Достопримечательности
- Клифы - живописные отвесные прибрежные скалы, самые высокие в Европе (до 110 метров)
- Церковь Святого Жака XVI-XVII веков
- Старое здание мэрии
- Арочные ворота XVI века
- Фуникулер, построенный в 2006 году, связывающий город с вершинами скал

## Экономика
Рыболовецкий и торговый порт, имеет пристань для яхт
Структура занятости населения:
- сельское хозяйство — 4,2 %
- промышленность — 36,0 %
- строительство — 1,3 %
- торговля, транспорт и сфера услуг — 32,3 %
- государственные и муниципальные службы — 26,1 %

Уровень безработицы (2017) — 20,0 % (Франция в целом —  13,4 %, департамент Приморская Сена — 15,3 %). 

Среднегодовой доход на 1 человека, евро (2018) — 17 900 (Франция в целом — 21 730, департамент Приморская Сена — 21 140).

## Демография
Динамика численности населения, чел.

## Администрация
Пост мэра Ле-Трепора с 2016 года занимает член коммунист Лоран Жак (Laurent Jacques), член Совета департамента Приморская Сена от кантона Э. На муниципальных выборах 2020 года возглавляемый им левый список победил в 1-м туре, получив 72,99 % голосов.
| Период | Период | Фамилия     | Партия                                                                    | Примечания                                                                                               |
| ------ | ------ | ----------- | ------------------------------------------------------------------------- | --- |
| 1944   | 1977   | Луи Буассон | Французская секция Рабочего интернационала Союз за французскую демократию | инспектор почтовой службы, член Генерального совета департамента, депутат Национального собрания Франции |
| 1977   | 1998   | Жан Гарро   | Коммунистическая партия                                                   | учитель физкультуры, член Генерального совета департамента                                               |
| 1998   | 2016   | Ален Лонган | Коммунистическая партия                                                   | пенсионер                                                                                                |
| 2016   |        | Лоран Жак   | Коммунистическая партия                                                   | член Совета департамента                                                                                 |

## Галерея
- Вид на набережную и церковь Святого Жака
- Вид на пляж из фуникулера
- Городская набережная

1. 1 2  база данных о французских коммунах — Национальный географический институт Франции, 2015.